# Distinguished Service Cross (Royaume-Uni)
Ne doit pas être confondu avec Distinguished Service Cross (États-Unis).
Pour les autres articles nationaux ou selon les autres juridictions, voir Distinguished Service Cross.
La Distinguished Service Cross (DSC) est la troisième plus haute décoration militaire décernée aux officiers et, depuis 1993, aux sous-officiers et hommes du rang de la Royal Navy. Elle fut également décernée pendant un certain temps aux officiers des autres pays du Commonwealth.
La DSC, qui peut aussi être reçue à titre posthume, est décernée au personnel de la Royal Navy en reconnaissance de leur «...courage lors d'opérations actives contre l'ennemi ».
Elle peut aussi être décernée à des villes pour services rendus par exemple à la ville de Dunkerque en 1919 à la suite de la Première Guerre mondiale.
Cette récompense a été créée en 1901 en tant que Conspicuous Service Cross comme récompense pour les officiers subalternes et les sous-officiers inéligibles pour le Distinguished Service Order. Elle a été rebaptisée Distinguished Service Cross en octobre 1914, l'éligibilité étant étendue à tous les officiers de marine d'un rang inférieur à celui de lieutenant commander. 
En 1931, la décoration est devenue accessible aux membres de la marine marchande britannique et en 1940 l'éligibilité a été à nouveau étendue, cette fois au personnel de la British Army et de la Royal Air Force servant à bord d'un vaisseau britannique. Depuis la révision du système de décoration de 1993, suivant la philosophie voulant qu'on ne fasse pas de distinction de grade pour les récompenses pour bravoure, la Distinguished Service Medal, auparavant troisième plus haute distinction pour les sous-officiers et hommes du rang, a été suspendue. La DSC est désormais le troisième niveau de distinction pour noblesse d'action pour tous les grades de la Royal Navy.
Depuis 1916, des barrettes ont été décernées à la DSC en reconnaissance d'actes postérieurs qui auraient à eux seuls mérité l'attribution de la récompense. Les récipiendaires sont autorisés à apposer les lettres « DSC » à leur titre et « & Bars » s'il y a lieu.

## Description
La DSC est une croix d'argent pleine aux extrémités arrondis. L'avers a un centre circulaire dans lequel on peut voir le Monogramme royal du souverain régnant au moment de sa remise. Depuis 1940, l'année de réception est gravée sur la branche inférieure de la croix. Le revers est plein, à part le cachet, et le ruban est attaché via un anneau métallique. Ce ruban se compose de trois bandes verticales : deux bandes bleu foncé encadrant une bande blanche.